# David Casassas
David Casassas (Barcelona, 1975) és professor de Teoria social i política a la Universitat de Barcelona, on treballa a l'empara del Grup de Recerca en Ètica Economicosocial i Epistemologia de les Ciències Socials (GREECS). La seva feina gira al voltant de l'economia política de la democràcia. En particular s'ha interessat per les lectures contemporànies de la tradició republicana i en la proposta de la Renda bàsica de ciutadania. Ha fet recerca a la Càtedra Hoover d'Ètica Econòmica i Social de la Universitat Catòlica de Lovaina, al Centre for the Study of Social Justice de la Universitat d'Oxford, al Grup de Sociologia Analítica i Disseny Institucional de la Universitat Autònoma de Barcelona i amb el projecte TRAMOD («Trajectories of modernity: comparing non-European and European varieties») de l'ERC/UB. Ha estat secretari de la Basic Income Earth Network (BIEN) i forma part del Consell Assessor Internacional d'aquesta organització. Membre del consell de redacció de la revista SinPermiso, és l'autor de La ciudad en llamas. La vigencia del republicanismo comercial de Adam Smith (Montesinos, 2010) i el coeditor, amb Daniel Raventós, de La renta básica en la era de las grandes desigualdades (Montesinos, 2011).